# Număr Mach
Numărul Mach, numit și Numărul lui Mach, desemnează viteza unei deplasări. Se notează cu simbolurile Ma sau și M, provenind de la fizicianul austriac Ernst Mach. Este raportul dintre viteza unui obiect care se deplasează în aer, sau printr-un fluid oarecare, și viteza sunetului în mediul respectiv: 
{\displaystyle \ Ma={\frac {v}{a}}}
unde
{\displaystyle \ Ma} este numărul Mach al vitezei respective,
{\displaystyle \ v} este viteza sursei (viteza obiectului relativă la mediu) și
{\displaystyle \ a} este viteza sunetului în același mediu; de exemplu, a = 340,3 m/s este viteza sunetului în aer la temperatura de 15 °C (288,15 K).

## Variație în funcție de temperatura mediului

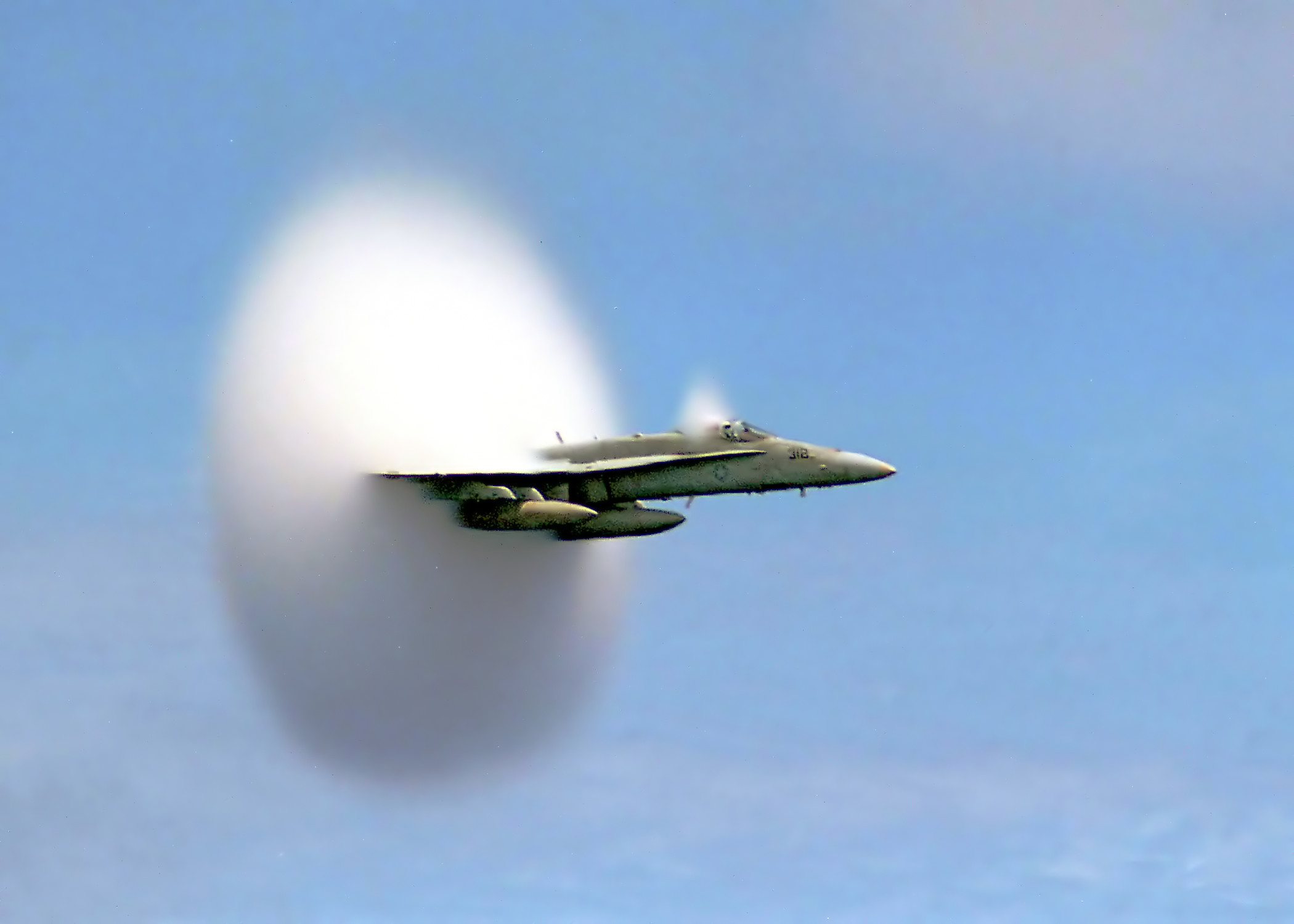
F/A-18 Hornet trece de bariera sunetului

Viteza sunetului în gaze ideale se se poate calcula cu relația:
{\displaystyle a={\sqrt {\gamma RT}}}
unde {\displaystyle \gamma } este exponentul adiabatic (adimensional),
{\displaystyle R} este constanta gazului, în J/kgK,
{\displaystyle T} este temperatura, în K.
Pentru aer {\displaystyle \gamma =1,4} și {\displaystyle R=287} J/kgK. Relația precedentă devine:
{\displaystyle a\approx \,20{\sqrt {T}}} [m/s]
| Temperatura | Temperatura | Viteza sunetului | Viteza sunetului | Viteza sunetului | Viteza sunetului | Viteza calculată cu relația precedentă | Viteza calculată cu relația precedentă |
| [°C]        | [K]         | [km/h]           | [m/s]            | [km/h]           | [m/s]            | [km/h]                                 | [m/s]                                  |
| ----------- | ----------- | ---------------- | ---------------- | ---------------- | ---------------- | -------------------------------------- | -------------------------------------- |
| −50         | 223         |                  |                  | 1076             | ≈299             | 1075                                   | 298,7                                  |
| −20         | 253         | 1149             | 319,3            |                  |                  | 1145                                   | 318,1                                  |
| −10         | 263         | 1172             | 325,6            |                  |                  | 1168                                   | 324,3                                  |
| 0           | 273         | 1194             | 331,8            | 1193             | ≈331             | 1190                                   | 330,5                                  |
| 10          | 283         | 1216             | 337,8            |                  |                  | 1211                                   | 336,5                                  |
| 20          | 293         | 1238             | 343,8            | 1235             | ≈343             | 1232                                   | 342,3                                  |
| 25          | 298         |                  |                  | 1245             | ≈346             | 1243                                   | 345,3                                  |
| 100         | 373         |                  |                  | 1394             | ≈388             | 1391                                   | 386,3                                  |
| 250         | 523         |                  |                  | 1652             | ≈459             | 1647                                   | 457,4                                  |

## Categorii (domenii) de viteze, luate după numărul Mach respectiv
- Subsonic: Ma < 1
- Sonic: Ma = 1
- Transsonic: 0,8 < Ma < 1,2
- Supersonic: 1,2 < Ma < 5
- Hipersonic: 5 < Ma < 25
- De reintrare în atmosferă: Ma > 25

Exemplu: acest avion zboară cu viteza M 0,7